# سارة لويس (أمينة متحف)
سارة لويس (بالإنجليزية: Sarah Lewis)‏ هي أمينة متحف أمريكية، ولدت في 17 أغسطس 1979.

## وصلات خارجية
- الموقع الرسمي